# هاني أبو أسعد
هاني أبو أسعد (بالهولندية: Hany Abu-Assad)‏ ,ولد في 11 أكتوبر عام 1961، مخرج فلسطيني - هولندي من الناصرة، أخرج فيلم الجنة الآن الذي يتحدث عن رجلين فلسطينيين يجهزان أنفسهما للتفجير داخل إسرائيل، والذي حصل على جائزة جولدن جلوب لأفضل فيلم أجنبي في عام 2006. وترشح لجائزة أوسكار من نفس الفئة، وحصل على جائزة العجل الذهبي في هولندا كأفضل فيلم هولندي.

## حياته
ولد في الناصرة، فلسطين عام 1961، وهاجر إلى هولندا في عام 1980. درس الديناميكا الهوائية في هارلم ثم عمل كمهندس طيران في هولندا لسنين متعددة، دخل عالم السينما والتليفاز كمخرج، وقد اخرج فيلم أيلول في عام 1990.

## أفلامه
- 1992 - paper House بيت من ورق - مخرج
- Curfew - 1993 - منتج
- 1997 - The 13th, short film - مخرج
- The Fourteenth Chick - 1998 - مخرج
- 2002 - عرس رنا - مخرج
- Paradise Now - 2005 الجنة الآن - مخرج
- The Courier - 2012 الساعي - مخرج
- 2013 - عمر - مخرج
- 2017- الجبل بيننا - مخرج
- 2022 - صالون هدى

## أفلامه الوثائقية
- Dar 0 Dour - 1990 - منتج
- Long Days in Gaza - 1991 - منتج
- De Arabieren van 2001 - 1999 - مخرج
- Het Spijkerkwartier - 2000 - مخرج
- Nazareth 2000 - 2000 - مخرج
- Ford Transit - 2002 - مخرج

## روابط خارجية
- هاني أبو أسعد على موقع IMDb (الإنجليزية)
- هاني أبو أسعد على موقع قاعدة بيانات الأفلام العربية
- هاني أبو أسعد على موقع ألو سيني (الفرنسية)
- هاني أبو أسعد على موقع أول موفي (الإنجليزية)
- هاني أبو أسعد على موقع قاعدة بيانات الأفلام السويدية (السويدية)
- هاني أبو أسعد على موقع قاعدة بيانات الفيلم (الإنجليزية)
- هاني أبو أسعد على موقع كينوبويسك (الروسية)